# 羅斯拉夫爾區

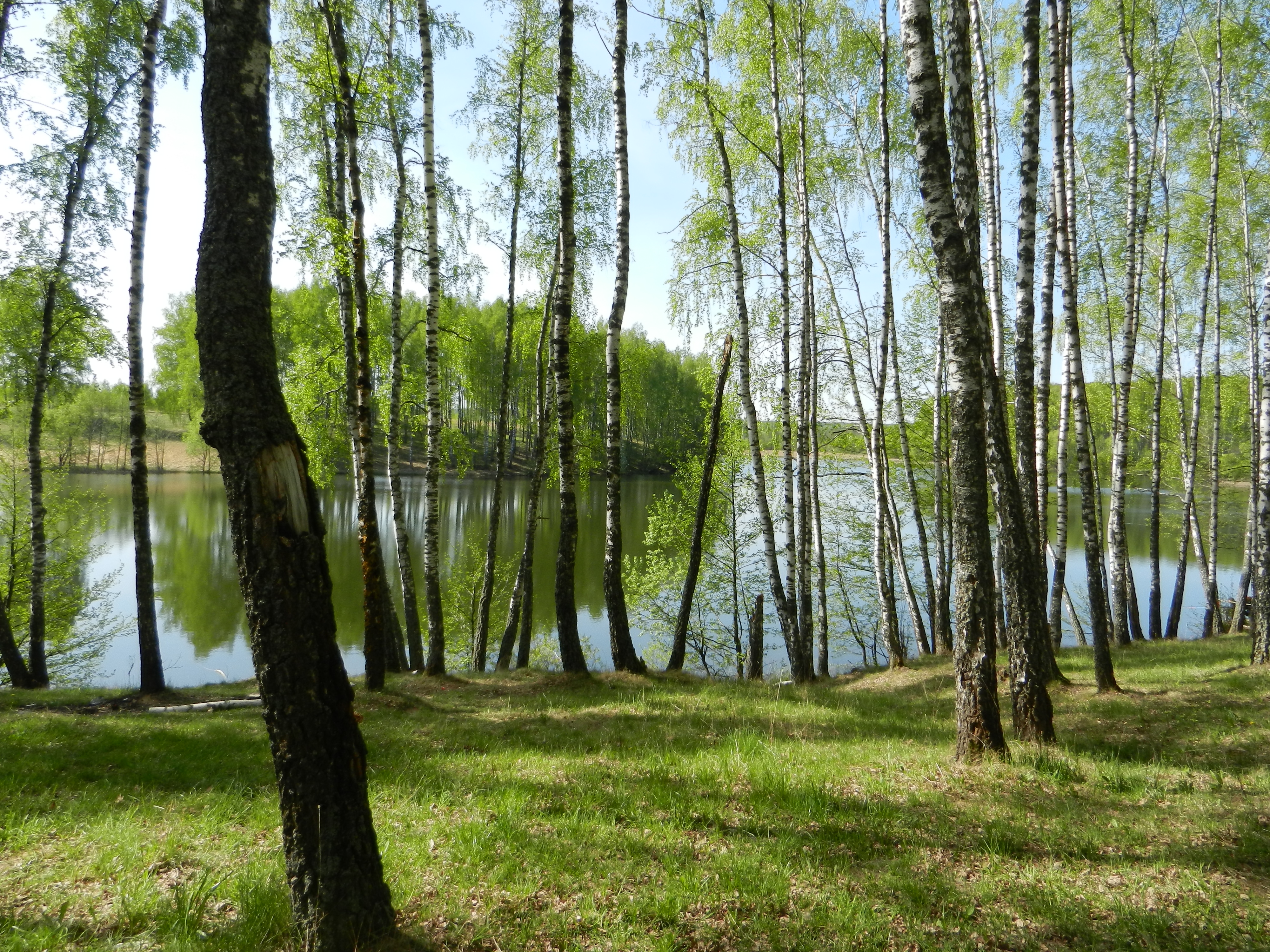

53°57′N 32°52′E / 53.950°N 32.867°E
羅斯拉夫爾區（俄语：Росла́вльский райо́н）是俄羅斯的一個區，位於該國西部，由斯摩棱斯克州負責管轄，面積3,000平方公里，2010年人口76,100，人口密度每平方公里25.37人。